# گروه بل فود
گروه بل فود (انگلیسی: Bell Food Group) شرکت صنایع غذایی سوئیسی است، که در سال ۱۸۶۹ تأسیس شد.